# Ogólnokształcąca Szkoła Baletowa im. Janiny Jarzynówny-Sobczak w Gdańsku
Ogólnokształcąca Szkoła Baletowa im. Janiny Jarzynówny-Sobczak w Gdańsku – państwowa szkoła baletowa położona w Gdańsku-Wrzeszczu.

## Historia
Szkoła powstała w 1950 roku i do 1952 roku działała jako Państwowe Liceum Choreograficzne, w którym nauka trwała sześć lat. W 1952 przekształcono ją w Państwową Średnią Szkołę Baletową o dziewięcioletnim cyklu kształcenia. W 1957 roku przeniosła się do obecnej siedziby. Inicjatorką powstania gdańskiej szkoły baletowej i jej kierownikiem artystycznym była przez pierwsze dwadzieścia lat tancerka i choreografka Janina Jarzynówna-Sobczak; szkoła otrzymała jej imię w 2015 roku.

## Zakres kształcenia
Nauka w szkole trwa dziewięć lat, łącząc program klas IV–VIII szkoły podstawowej i liceum ogólnokształcącego z przedmiotami artystycznymi przygotowującymi do pracy w zawodzie tancerza.

## Absolwenci i uczniowie
Na stronie szkoły opublikowano listę absolwentów od 1954 roku. Szkołę ukończyli m.in.:
- Alicja Boniuszko[5]
- Daria Dadun[6]
- Katarzyna Gdaniec[7]
- Elena Karpuhina[8]
- Gustaw Klauzner[9]
- Mikołaj Krawczyk[5]
- Kamil Maćkowiak[10]
- Krzysztof Pastor[11]

Do gdańskiej szkoły baletowej uczęszczała również Marta Nawrocka.